# Milan Ohnisko

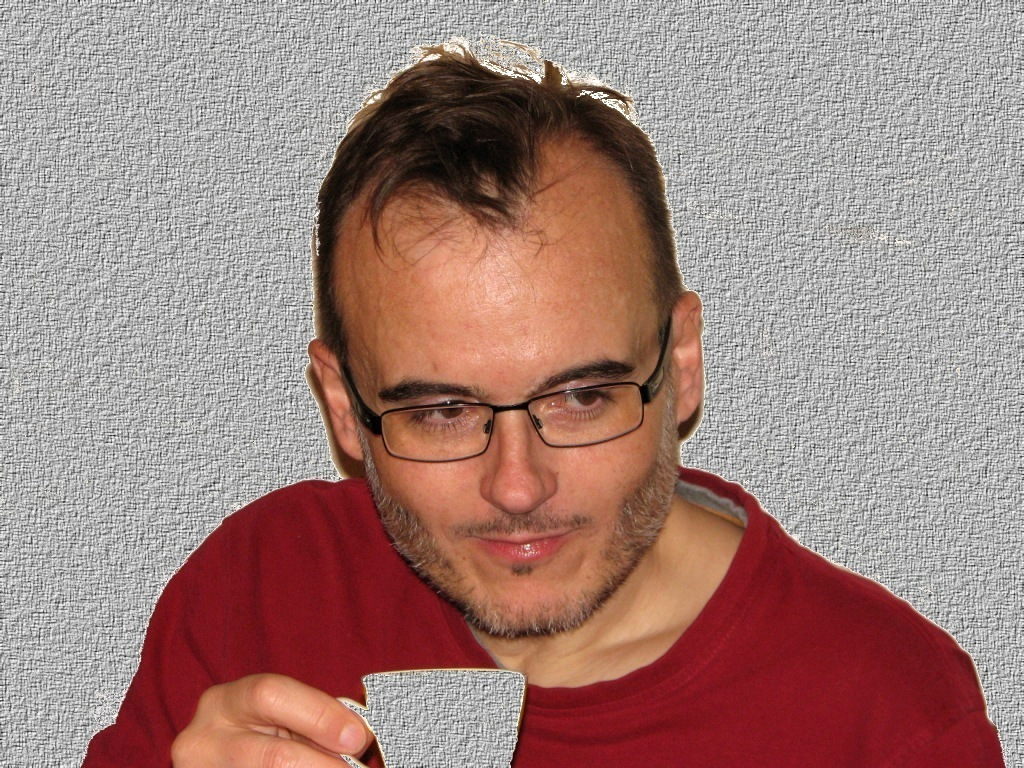
Milan Ohnisko

Milan Ohnisko (Brno, 16 juli 1965) is een Tsjechische dichter en redacteur. Nadat hij twee keer gestopt was met een middelbareschoolopleiding voordat hij voor een van de twee slaagde, werkte hij in vele handenarbeidberoepen. Hij had zelfs zijn eigen uitgeverij en boekenwinkel. Tegenwoordig werkt hij als freelance redacteur.

## Werk
Ohnisko's gedichten zijn een mix van een naïeve techniek waarbij gebruik wordt gemaakt van sterke rationele uitgangspunten en een neo-decadente vorm van tragedie en Don Quichoterie van een buitenstaander die de hoofdgedachte bevecht. Hij gebruikt en combineert vaak naïviteit (een naïeve stijl), ironie, humor en bespottelijkheid.
Gedichten (Bibliografie)
- Obejmi démona! (2001)
- Vepřo knedlo zlo aneb Uršulinovi dnové (2003)
- Milancolia (2005)
- Býkárna (+ Ivan Wernisch en Michal Šanda) (2006)
- Love! (2007)

- Gemeinsame Normdatei: 122937339X
- International Standard Name Identifier: 0000 0000 5564 4971
- Library of Congress Control Number: n93052985
- Nationale Bibliotheek van Tsjechië: jn20010523023
- Système universitaire de documentation: 113888740
- Virtual International Authority File: 21351591
- WorldCat: E39PBJtxm744Qbr8BpMH8X8t8C